# Grand Prix cycliste de Gatineau 2015
La 6e édition du Grand Prix cycliste de Gatineau a eu lieu le 4 juin 2015. La course fait partie du calendrier international féminin UCI 2015 en catégorie 1.1. L'épreuve est remportée par la Néerlandaise Kirsten Wild.

## Parcours
Le parcours effectue un grand tour dans le parc du Gatineau avant d'effectuer neuf tours d'un circuit urbain.

## Récit de course
Après la première ascension, Adriane Provost attaque. Derrière, Miriam Bjornsrud et Ellen Watters tentent de la rejoindre, mais le peloton reprend tout le monde. L'attaque suivante est l'oeuvre de Catherine Dessurealt. Elle est reprise au kilomètre soixante-sept. Élise Delzenne passe ensuite à l'offensive, elle est suivie par Alison Jackson. Hitec ne les laisse cependant pas partir. Loren Rowney, également de la formation Velocio-SRAM, contre. Son avance culmine à vingt secondes, mais elle est reprise. À dix kilomètres de l'arrivée, Karol-Ann Canuel obtient vingt secondes d'avance, mais connait le même sort. Au sprint, Kirsten Wild s'impose devant Joëlle Numainville,.

## Classements

### Classement final
| \| Classement général \| Classement général \| Classement général \| Classement général \| Classement général \| \| Coureuse \| Coureuse \| Pays \| Équipe \| Temps \| \| ------------------ \| ------------------ \| ------------------ \| ------------------------------ \| ------------------ \| \| 1re \| Kirsten Wild \| Pays-Bas \| Hitec Products \| 2 h 45 min 14 s \| \| 2e \| Joëlle Numainville \| Canada \| Canada \| + 0 s \| \| 3e \| Christine Majerus \| Luxembourg \| Luxembourg \| + 0 s \| \| 4e \| Tiffany Cromwell \| Australie \| Velocio-SRAM \| + 0 s \| \| 5e \| Emily Collins \| Nouvelle-Zélande \| Tibco-Silicon Valley Bank \| + 0 s \| \| 6e \| Leah Kirchmann \| Canada \| Optum-Kelly Benefit Strategies \| + 0 s \| \| 7e \| Kendall Ryan \| États-Unis \| Tibco-Silicon Valley Bank \| + 0 s \| \| 8e \| Lenore Pipes \| Guam \| \| + 0 s \| \| 9e \| Heather Fischer \| États-Unis \| \| + 0 s \| \| 10e \| Alison Jackson \| Canada \| Canada \| + 0 s \| |                    |                  |                                |                 |
| |                    |                  |                                |                 |
| Source : Cycling Quotient |                    |                  |                                |                 |
| Classement général |                    |                  |                                |                 |
| Coureuse | Coureuse           | Pays             | Équipe                         | Temps           |
| 1re | Kirsten Wild       | Pays-Bas         | Hitec Products                 | 2 h 45 min 14 s |
| 2e | Joëlle Numainville | Canada           | Canada                         | + 0 s           |
| 3e | Christine Majerus  | Luxembourg       | Luxembourg                     | + 0 s           |
| 4e | Tiffany Cromwell   | Australie        | Velocio-SRAM                   | + 0 s           |
| 5e | Emily Collins      | Nouvelle-Zélande | Tibco-Silicon Valley Bank      | + 0 s           |
| 6e | Leah Kirchmann     | Canada           | Optum-Kelly Benefit Strategies | + 0 s           |
| 7e | Kendall Ryan       | États-Unis       | Tibco-Silicon Valley Bank      | + 0 s           |
| 8e | Lenore Pipes       | Guam             |                                | + 0 s           |
| 9e | Heather Fischer    | États-Unis       |                                | + 0 s           |
| 10e | Alison Jackson     | Canada           | Canada                         | + 0 s           |

### Points UCI
| Position,          | 1er | 2e | 3e | 4e | 5e | 6e | 7e | 8e | 9e | 10e | 11e | 12e | 13e | 14e | 15e | 16e | 17e | 18e |
| Classement général | 80  | 60 | 45 | 35 | 30 | 25 | 21 | 18 | 15 | 12  | 10  | 8   | 6   | 5   | 4   | 3   | 2   | 1   |